# Motor Oil
Motor Oil (griechisch Μότορ Όιλ (Ελλάς) Διυλιστήρια Κορίνθου Α.Ε.) ist ein griechischer Ölkonzern. Motor Oil betreibt die Erdölraffinerie von Korinth und ein Tankstellennetz mit 2000 Tankstellen.
Das Unternehmen wurde 1970 von dem Reeder Vardis Vardinogiannis gegründet, der heute knapp die Mehrheit der Anteile besitzt.
2014 hat Motor Oil 3,879 Mio. t Benzin und 4,191 Mio. t Diesel (bzw. Heizöl EL) verkauft.